# Selección de balonmano de Croacia
La Selección de balonmano de Croacia es el equipo formado por jugadores de nacionalidad croata que representa a la Federación Croata de Balonmano en las competiciones internacionales organizadas por la Federación Internacional de Balonmano (IHF) o el Comité Olímpico Internacional (COI). Es uno de los combinados más laureados del panorama internacional, con un campeonato del mundo, un subcampeonato europeo y dos medallas de oro en los Juegos Olímpicos.

## Palmarés
| Competición        | Medalla de oro | Medalla de plata | Medalla de bronce |
| ------------------ | -------------- | ---------------- | ----------------- |
| Juegos Olímpicos   | 1996, 2004     |                  | 2012              |
| Campeonato Mundial | 2003           | 1995, 2005, 2009 | 2013              |
| Campeonato Europeo |                | 2008, 2010, 2020 | 1994, 2012, 2016  |

### Trayectoria

#### Juegos Olímpicos
| Año   | Posición | PJ | PG | PE | PP | GF   | GC  | DG   |
| ----- | -------- | -- | -- | -- | -- | ---- | --- | ---- |
| 1996  |          | 7  | 6  | 0  | 1  | 183  | 168 | +15  |
| 2004  |          | 8  | 8  | 0  | 0  | 238  | 211 | +27  |
| 2008  | 4ª       | 8  | 4  | 0  | 4  | 218  | 199 | +19  |
| 2012  |          | 8  | 7  | 0  | 1  | 230  | 183 | +54  |
| 2016  | 5ª       | 6  | 4  | 0  | 2  | 174  | 164 | +10  |
| Total | 5/20     | 37 | 29 | 0  | 8  | 1043 | 925 | +118 |

#### Campeonatos del Mundo
| Año   | Posición | PJ  | PG | PE | PP | GF   | GC   | DG   |
| ----- | -------- | --- | -- | -- | -- | ---- | ---- | ---- |
| 1995  |          | 9   | 6  | 1  | 2  | 242  | 208  | +34  |
| 1997  | 13º      | 6   | 2  | 1  | 3  | 148  | 146  | +2   |
| 1999  | 10º      | 6   | 3  | 0  | 3  | 157  | 136  | +21  |
| 2001  | 9º       | 6   | 3  | 1  | 2  | 188  | 153  | +35  |
| 2003  |          | 9   | 8  | 0  | 1  | 270  | 243  | +27  |
| 2005  |          | 10  | 8  | 0  | 2  | 216  | 201  | +15  |
| 2007  | 5º       | 10  | 9  | 0  | 1  | 308  | 246  | +62  |
| 2009  |          | 10  | 9  | 0  | 1  | 298  | 228  | +70  |
| 2011  | 5º       | 9   | 6  | 1  | 2  | 271  | 213  | +58  |
| 2013  |          | 9   | 8  | 0  | 1  | 265  | 200  | +65  |
| 2015  | 6º       | 7   | 6  | 0  | 1  | 206  | 173  | +33  |
| 2017  | 4º       | 9   | 6  | 0  | 3  | 254  | 233  | +21  |
| 2019  | 6º       | 8   | 6  | 0  | 2  | 222  | 186  | +36  |
| 2021  | 15º      | 6   | 3  | 1  | 2  | 156  | 152  | +4   |
| 2023  | 9º       | 6   | 4  | 1  | 1  | 207  | 167  | +40  |
| Total |          | 123 | 89 | 6  | 28 | 3577 | 3065 | +512 |

#### Campeonatos de Europa
| Año   | Posición | PJ  | PG | PE | PP | GF   | GC   | DG   |
| ----- | -------- | --- | -- | -- | -- | ---- | ---- | ---- |
| 1994  |          | 7   | 4  | 0  | 3  | 165  | 161  | +4   |
| 1996  | 5º       | 6   | 4  | 0  | 2  | 154  | 150  | +4   |
| 1998  | 8º       | 6   | 2  | 1  | 3  | 145  | 150  | -5   |
| 2000  | 6º       | 6   | 3  | 1  | 2  | 146  | 139  | +7   |
| 2002  | 16º      | 3   | 0  | 0  | 3  | 70   | 89   | -19  |
| 2004  | 4º       | 8   | 4  | 2  | 2  | 222  | 221  | +1   |
| 2006  | 4º       | 8   | 5  | 0  | 3  | 229  | 228  | +1   |
| 2008  |          | 8   | 5  | 1  | 2  | 212  | 203  | +9   |
| 2010  |          | 8   | 6  | 1  | 1  | 207  | 194  | +13  |
| 2012  |          | 8   | 5  | 1  | 2  | 216  | 201  | +15  |
| 2014  | 4º       | 8   | 5  | 0  | 3  | 229  | 206  | +23  |
| 2016  |          | 8   | 5  | 0  | 3  | 250  | 219  | +31  |
| 2018  | 5º       | 6   | 4  | 0  | 2  | 176  | 160  | +16  |
| 2020  |          | 9   | 7  | 1  | 1  | 227  | 205  | +22  |
| 2022  | 8º       | 7   | 3  | 1  | 3  | 185  | 181  | +4   |
| 2024  | 11º      | 7   | 3  | 1  | 3  | 216  | 204  | +12  |
| Total | 16/16    | 113 | 65 | 10 | 38 | 3049 | 2911 | +138 |

## Selección

### Última convocatoria
Convocatoria del seleccionador nacional Goran Perkovac para el Campeonato Europeo de Balonmano Masculino de 2024
| Dorsal | Posición          | Nombre             | Edad | Altura (m) | Peso (kg) | Partidos | Goles | Club                     |
| ------ | ----------------- | ------------------ | ---- | ---------- | --------- | -------- | ----- | ------------------------ |
| 1      | Portero           | Dominik Kuzmanović | 21   | 1.91       | 88        | 12       | 0     | RK Nexe Našice           |
| 2      | Extremo izquierdo | Lovro Mihić        | 29   | 1.81       | 81        | 50       | 72    | Orlen Wisła Płock        |
| 5      | Central           | Domagoj Duvnjak    | 35   | 1.98       | 97        | 244      | 751   | THW Kiel                 |
| 6      | Extremo derecho   | Mario Šoštarič     | 31   | 1.93       | 94        | 6        | 19    | SC Pick Szeged           |
| 12     | Portero           | Matej Mandić       | 21   | 2.04       | 95        | 10       | 0     | RK Zagreb                |
| 16     | Portero           | Filip Ivić         | 31   | 1.95       | 95        | 52       | 1     | Chambéry Savoie Handball |
| 18     | Central           | Igor Karačić       | 35   | 1.91       | 91        | 110      | 278   | KS Vive Kielce           |
| 20     | Lateral derecho   | Mateo Maraš        | 23   | 2.03       | 103       | 14       | 24    | Tatabánya KC             |
| 21     | Pivote            | Veron Načinović    | 23   | 2.04       | 108       | 17       | 31    | Montpellier Handball     |
| 25     | Central           | Tomislav Kušan     | 29   | 2.00       | 115       | 5        | 7     | Limoges Hand 87          |
| 30     | Lateral izquierdo | Marko Mamić        | 29   | 2.02       | 110       | 79       | 123   | SC DHfK Leipzig          |
| 33     | Central           | Luka Cindrić       | 30   | 1.81       | 91        | 99       | 292   | Dinamo Bucarest          |
| 36     | Portero           | Kristian Pilipović | 29   | 1.91       | 98        | 4        | 0     | Kadetten Schaffhausen    |
| 41     | Central           | Tin Lučin          | 24   | 1.96       | 98        | 23       | 66    | Orlen Wisła Płock        |
| 51     | Lateral derecho   | Ivan Martinović    | 26   | 1.94       | 95        | 36       | 154   | MT Melsungen             |
| 53     | Pivote            | Marin Šipić        | 27   | 1.90       | 107       | 57       | 117   | HC Kriens-Luzern         |
| 57     | Extremo derecho   | Filip Glavaš       | 26   | 1.84       | 81        | 28       | 96    | RK Zagreb                |
| 58     | Lateral izquierdo | Zvonimir Srna      | 26   | 2.02       | 100       | 16       | 23    | RK Zagreb                |
| 59     | Lateral derecho   | Luka Lovre Klarica | 22   | 1.98       | 95        | 11       | 19    | RK Zagreb                |
| 62     | Extremo izquierdo | Marin Jelinić      | 27   | 1.94       | 94        | 25       | 64    | SC Pick Szeged           |